# コービー城

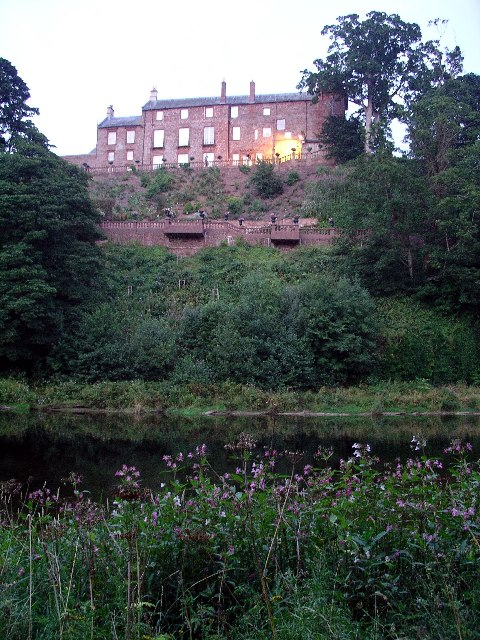
前景から見たエデン川とともにあるコーピー城（2003年）

コービー城（コービーじょう）は、イングランドのカンブリア州北部にある村のグレード・コービーの南端に位置するイギリス貴族のハワード家所有のカントリー・ハウスである。

## 歴史
13世紀にサルケルド家により赤砂岩の塔としてに建てられ 、サルケルド家はコービー城と同年代に建てられたサルケルド・ホールも所有していた。1611年、第4代ノーフォーク公のトマス・ハワードの三男であるウィリアム・ハワード卿に買収され、ウィリアム・ハワード卿はピール・タワーの上に3階建てのL型住宅を付け加えた。
コービー城は18世紀初頭のイギリス式庭園を有している。
歴史家のヘンリー・ハワードはウィリアム・ハワード卿の次男であるフランシス・ハワード卿（Sir Francis Howard）から私有地を相続した。現在のファサードは1812年4月から1817年9月の間に建築家のピーター・ニコルソンによりヘンリーのために建設されたものである。
1986年、ロバート・マーティン（Robert Martin）とイアン・イェーツ（Ian Yeates）はコービー城の敷地に硝子工場を開設し、文鎮、香水瓶、および花瓶のような硝子製装飾品を製作した。これらの作品には「Martin Yeates」という署名印が捺された。

## 現在の所有者
1994年、コービー城は第6代ローソン準男爵のジョン・ハワード＝ローソン卿とハワード＝ローソン夫人により北アイルランド出身の実業家であるバリードモンド男爵のエドワード・ハウジーに売却された。同じ年に城の主要な調度品はフィリップス・オブ・スコットランド（Phillips of Scotland）を通して売却された。終身貴族、および貴族院におけるアルスター統一党代表であるバリーモンド男爵エドワード・ハウジーはコービー城の総合的な改修を実行し、城はハワード家とバリーモンド男爵家の双方、および企業接待のために使用された。
近隣にある1834年竣工の鉄道高架橋であるコービー・ブリッジはイングランドの第1級指定建築物である。

## 大衆文化において
1981年末、コービー城はBBCの5部作ミニシリーズの撮影における主要なロケ地の1つとして使用された。ウィルキー・コリンズの小説『白衣の女』を原作とするドラマの主役であるマリアン・ハルコム役をダイアナ・クイックが演じた。